# إلبيو روميرو
إلبيو روميرو (بالإسبانية: Elvio Romero)‏ شاعر وُلد في مدينه يوجروس، باراغواي في 1 ديسمبر عام 1926. وينتمي روميرو إلى جيل الأربعينات والخمسينات في تاريخ الشعر الباراجواني للقرن العشرين. ويعد كتابه الشمس تحت الجذور 1956 من أشهر أعماله. وحصل على الجائزة الوطنية للأدب عام 1991. وتوفي في بوينس آيرس في الأرجنتين في 19 مايو عام 2004.

## الطفولة والشباب
انضم وهو في سن صغير إلى رابطه إيرب كامبوس سيربيرا، خوسيفينا بلا وأوغستو روا باستوس التي من شأنها تجديد الأدب الباراجوانى.كان الشاعر الباراجوانى الأكثر أهمية، موهبة وتفوقاً في القرن 20. كتب الناقد والباحث البرازيلى والتر واى عام 1951: 
| إلبيو روميرو | بزغ نجم الشاعر الشاب الرجل القوي وصاحب النظرة الثاقبة. وبالرغم من أن الأسلوب كان أحيانا صعب وغير منمق إلا أنه كان يخدم وبشكل رائع المواضيع ذات الطابع التراجيدي مثل الموت العنيف، الجوع والآفاق القاتمة. وأضاف نحن على ثقة أن رسالته التى تنم عن شخصية ناضجة ستكشف لنا شيئا مدهشا. | إلبيو روميرو |

## حياته المهنية
كان عضو شعبي، بعد الحرب الأهلية عام 1947 أُجبر مثل الكثير وهو في سن الواحد والعشرون على ترك ما اسماه «أرضنا العميقة». منذ ذلك الوقت وحتى وفاته لم يعد للإقامة في باراغواى. سافر حول العالم بلا كلل لكنه لم ينس أبدا وطنه وأهله وصدى صوته عندما كان يقول شعره الخاص مثل القليل من الشعراء ممن لديهم صوت بلا شك ذو طابع باراغواني. وتولى مهام إضافية، مقدما حفلات ومؤتمرات في العديد من المراكز الثقافية في أمريكا وأوروبا.

قدم الروائي الغواتيمالي الكبير ميغل أنخل أستورياس، الحاصل على جائزة نوبل في الأدب عام 1967، في مقدمة كتاب روميرو الشمس تحت الجذور 1956 رساله رائعة عن الشاعر وعمله: 
| إلبيو روميرو | ما يميز شعر البيو روميرو هو مذاق الأرض، الخشب، الماء والشمس ، الدقة التى يعالج بها مواضيعه والرغبه في تفسير الدراما في بلده ذات الطبيعة الغنية والوجود الحزين كالكثير من بلادنا. ;كان من الاصوات الأمريكية القليلة الأكثر عمقا وصدقا مع الإنسان ومشكلاته، لذلك فان شعره اصبح عالميا. اطلقت على هذا الشعر "شعر مغزو"، شعر يطغى على موضوعاته الحياة والنار والمزج بينهم في نار الحياة. و لكن الحياة ليست كما يتصورها الاوروبى، دائما سطحيه بالنسبه لعالمنا الرائع والخيالى، بل هى كما نتصورها نحن. ككل شعراء أمريكا الاصليين، لم يكن البيو روميرو بحاجه إلى ان يعيش عالم فارغ مع خياله فهذا العالم موجود بالفعل. وتفسير هذا العالم هو دوره، ففي أمريكا الشعر يمثله ما هو واقعي، وليس كل ما هو خيالي أو وهمي. لذلك عندما نقرأ قصائد هذا الشاعر الباراجوانى، نظل وكأننا في طبيعة منقسمة إلى زهور، نجوم، حجاره وطيور. إن ألم وتأوه الشعوب والاحتجاجات تهرب ليس فقط بسبب الفجوات ذات الطابع الاعجوبي مثل التي يغنيها ولكن أيضا بسبب الأمل والإيمان. ولكن هذه المشاعر والأفكار المولوده للمنظر الطبيعي الذى أصبح واضحا والتي في بعض الأحيان تكاد طاغيه، كسروا من قبل الشاعر الذى اطلق عليهم هذه الأسماء. خرق التعاويذ السحرية كان هو المسمى لفن البيو روميرو، والسحر الطبيعى الذين نقلوا إلى قصائده من أجل تحقيق سحر آخر، وهو سحر الشعر. لا يهم الشعراء كثيرا ما هو رسمى حيث عاصفه مدويه، فما يقال ينتشر و عندما ينتشر يخلق اهتزازه الأصلى من العالم الجديد. | إلبيو روميرو |

وغنى له رافائيل ألبرتي، المفسر البارز لجيل 27 الشعرى في الأدب الاسبانى، في أبيات قصيدته إلبيو روميرو، شاعر باراجواني:
ضد الحياة الساكنة

يغني، يبكي الشاعر

طائرا بين الرصاص

من خلال علامات اليوم

كما اشرت أنت أيضا

القرنفل المقطوف

وسيف النزاع

تقريبا المولوده حديثا،

ضوء ناضج وقوى

تعرف عن الموت ربما أكثر من الحياة.

واسمك المعطر

والذي تفوح رائحته أكثر من رائحة الروزماري

وأكثر من البارود، وأثره.

الوطن المكبل

والجريح استقر

بلاحلم وساندتك 

الروح المنفيه. 

وبينما كان حزينا، 

يأتي العدو في الظلام 

عاوت الغناء 

وقد أعربت الشاعرة التشيلية غبريالا ميسترال، الحاصلة على جائزة نوبل في الأدب عام 1945 «قلما شعرت كما لو أن الكرة الأرضية مستلقية على كتاب».
«البيو روميرو، قوة الحقيقة» مقاله للكاتب والشاعر الارجنتينى ريكاردو روبيو، والتي نشرت في اسونسيون عام 2003. «البيو روميرو-من الأرض القوية» مقاله لنفس المؤلف، نشرها في بوينس آيرس عام 2006.

## حياته في المنفى
المنفى، الهجر والحب، هذه المصطلحات الأخرى للحياه نفسها يقدمها روميرو باستمرار في عمله الولود. يقول لنا روميرو: 
| إلبيو روميرو | خلال المنفى الطويل الذى عانيته، جاء اهلى، اصدقائى وبعض الغرباء أيضا إلى منفاى، حاملين شذا بلدى لمنعى من الاعتزال. شاركت شعبى الصراع من اجل حريته. عشت مهتم بالبطوله العظيمه المجسده من قبل آلاف المقاتلين الذين اعدوا بحرص وبشجاعه قدوم الوطن، فأصبح غنائي مشكلا هكذا، بين الأمجاد الرنانه والحزينه لهذه الظلمات والأنوار التى تهز الروح بالتناوب. لا اعرف اذا كان مبكرا او متأخرا، فهمى أنه يجب أن أجمع في شعرى جميع الحالات المزاجية النابعة من هذه الأحزان الزائلة. حينئذ، فتحت جميع نوافذى أمام رياح العالم كى تدخل، وبذلك استطعت ان اجمع كل اوراق الضياع الباهته مع وهج النار القتالية. اختلطت جميع مشاعرى، كالأوراق الملونة في لوح الطباعة لشخص مشعوذ، ومن هنا خرجت حمامه ذهبية طائرة إلى دفء مشاعري. وخيالاتى. | إلبيو روميرو |

## أعماله الشعرية
| سنة النشر | العمل الأدبي      |
| --------- | ----------------- |
| 1948      | أيام مستصلحة      |
| 1950      | القواحل الساطعة   |
| 1953      | إيقاظ النيران     |
| 1956      | الشمس تحت الجذور  |
| 1961      | من الوجه للقلب    |
| 1961      | هذا الغيتار الصلب |
| 1966      | كتاب الهجرة       |
| 1967      | برق جريح          |
| 1970      | المجهولون         |
| 1975      | منفى وأمسية       |
| 1977      | النار القديمة     |
| 1984      | الوديان الخيالية  |
| 1994      | سهام في قوس مائل  |
| 2007      | أغنية مسافر       |

## الامتيازات
ككاتب مقالات، هو مؤلف ميغيل إرنانديث، مصير وشعر (1958) والشاعر وملتقياته (1991)، وأصبح بهذا العمل جدير بالحصول على الجائزة الوطنية للأدب في نسخته الأولى.
كان مشاركا في تأليف صحيفة أولتيما أورا في أسونسيون، وأيضا العديد من المنشورات الثقافية في الأرجنتين.
كان مقيما في بوينس آيرس، الأرجنتين، حيث تولى مهام دبلوماسيه في الملحق الثقافي لسفارة باراغواي في العاصمة. وتوفي في 19 مايو عام 2004.